# Euchlaena marjoraria
Euchlaena marjoraria är en fjärilsart som beskrevs av Alpheus Spring Packard 1876. Euchlaena marjoraria ingår i släktet Euchlaena och familjen mätare. Inga underarter finns listade i Catalogue of Life.